# Losse (Altmark)
Losse is een plaats en voormalige gemeente in de Duitse deelstaat Saksen-Anhalt, en maakt deel uit van de Landkreis Stendal.
Losse telt 124 inwoners.